# Eugène Fichefet
Eugène Joseph Fichefet (Court-Saint-Etienne, 14 juli 1854 - Liverpool, 20 mei 1908) was een Belgisch volksvertegenwoordiger.

## Levensloop
Aannemer van openbare werken, werd Fichefet in 1894 verkozen tot katholiek volksvertegenwoordiger voor het arrondissement Brussel en vervulde dit mandaat tot in 1900.